# Dôra Doralina
Dôra Doralina é um filme brasileiro de 1982 dirigido por Perry Salles, baseado na obra homônima de Rachel de Queiroz.

## Sinopse
Interior do Ceará, 1936. Tropas do governo Getúlio Vargas destroem a pequena comunidade de Caldeirão. Um dos sobreviventes, Belmiro, procura abrigo na fazenda Soledade, onde conhece Doralina, filha de Senhora e de um homem inescrupuloso. Eles se apaixonam e fogem. Sua história percorrerá os anos seguintes do período getulista, até seu suicídio.